# Lofast
Lofast er forkortelsen for Lofotens fastlandsforbindelse – vejen som gav øgruppen Lofoten i Norge, færgefri forbindelse til fastlandet. Vejen går fra Fiskebøl i Hadsel kommune i Nordland fylke til Gullesfjordbotn i Kvæfjord kommune i Troms fylke. Den samlede længde på vejen er 51 km.
Bygningen af Lofast blev vedtaget enstemmigt i Stortinget 9. juni 1989. Bygningen startede i efteråret 1993, og det første stykke fra Fiskebøl til Myrland blev åbnet for trafik 19. december 1997. Fra Myrland til Raftsundets østside startede vejbyggeriet i foråret 1996, og denne delstrækning blev åbnet 6. november 1998. Derefter blev arbejdet midlertidigt stoppet frem til 2003. Lofast blev åbnet af Dronning Sonja 1. december 2007 og blev da en del af europavej 10.
Statens vegvesen har bestemt at der skal bygges flere rastepladser og «fotolommer» langs vejen end det oprindelig var planlagt, og dette blev gjort i 2008.

## Strid om forløbet
Der var en del strid om valget af vejforløbet da Lofast blev planlagt, og der blev udarbejdet flere mulige traséer. I Hadsel ønskede man stærkt at få bygget tunnel under Hadselfjorden, mellem Fiskebøl og Melbu. Men en sådan tunnel ville blive både lang, dyb og dyr, og dertil frygtede nogle at tunnelen kunne blive farlig og udsat for jordskælv, da grundforholdene under Hadselfjorden er komplicerede. Desuden ville dette alternativ give den længste vej, med eksisterende passager gennem byerne Stokmarknes og Sortland.
Under store protester fra Hadsel blev Hadselfjordtunnelen skrinlagt på et relativt tidligt tidspunkt, og vejen blev i første omgang bygget fra Fiskebøl til Raftsundet.
Vejen videre østover bød på flere mulige traséalternativer. Et alternativ var at bygge ny vej mellem Raftsundet og Kaljord, og opruste den eksisterende riksvei 822 fra Kaljord til Langvassdalen i Kvæfjord til europavejstandard. Også dette alternativ ville blive dyrt.
De andre alternativer gik ud på at bygge vej ind langs Ingelsfjorden mod Øksfjorden, krydse Øksfjorden med broer eller tunnel, og videre tunneller mod enten Sørdalen i Kvæfjord eller Kanstadfjorden i Lødingen. Flere af disse alternativer ville medføre mindst en lang tunnel.
Alternativet som til slut blev valgt var vej langs Ingelsfjordens sydside, over Ingelsfjordeidet til Øksfjorden, broer over Øksfjorden, tunnel på 6,3 km til Sørdalen i Kvæfjord og vej videre til Gullesfjordbotn.
Striden om trasévalget medførte en del diskussion mellem Vesterålen og Lofoten i aviserne og på kommuneniveau. I Vesterålen var ønsket at en større del af fastlandsforbindelsen skulle gå gennem Vesterålen. Erhvervs- og samfundsliv i Lofoten mente derimod at det ikke var deres ansvar at opretholde handelserhvervet i Vesterålen med at kanalisere al turisme derigennem.
Et paradoks ved Lofast er at vejen faktisk ikke går i Lofoten i det hele taget, men derimod i Vesterålen (Hadsel kommune), Ofoten (Lødingen kommune) og Troms (Kvæfjord kommune).

## Protester fra naturfolk
Norges Naturvernforbund har været skeptisk over for Lofast, og andre naturbeskyttelsesfolk har kaldt Lofast for et alvorligt naturindgreb. Vejen vil gå i et område som har været relativt uberørt. Møysalen nationalpark er oprettet ikke langt fra området vejen går gennem, og dele af området er ubebygget og har haft meget lidt menneskelig aktivitet. Men tilhængerne af vejen har argumenteret med at området trods alt har haft nogen aktivitet, med blandt andet en kraftlinje gennem området, og at vejen vil give flere mennesker mulighed for at nyde naturen i området. Desuden mener de at samfærdslen trods alt må komme foran værneinteresserne.

## Fremover
Åbningen af Lofast vil få følger for færgeforbindelserne til og ved Lofoten. Fylkesråd for næring og samferdsel i Nordland, Sonja Steen, indstillede i vinteren 2007 til Nordland fylkesting at færgeforbindelsen Melbu-Fiskebøl skal opretholdes omtrent på dagens niveau, helst med en hurtigere færge, men med mindre færgemateriel end i dag. Bognes-Lødingen skal få øget kapacitet på helårsbasis og Bodø-Moskenes skal få øget kapacitet i sommersessonen. For Skutvik-Svolvær mente fylkesrådet at færgeforbindelsen bør oprettholdes i fuld drift i en prøveperiode på to år.
Regeringen foreslog imidlertid i statsbudgettet for 2008 at færgeforbindelsen mellem Skutvik og Svolvær skulle nedlægges 1. januar 2008, mens forbindelsen mellem Skrova og Svolvær omgøres til fylkesvejfærge. Men flertallet i Stortingets transport- og kommunikasjonskomité går ind for at færgeforbindelsen mellem Skutvik og Svolvær skal oprettholdes med én daglig afgang i 2008, som en prøveordning.
I Gullesfjordbotn, hvor rundkørslen der en kan vælge Lofast ligger, er der afsat arealer til erhvervsudvikling og det forventes at dette vil vokse frem her i de kommende år.

## Trasé
Hele vejen er del af Europavej 10.
Hadsel
- Fiskebøl (Sløverfjorden/Årnøysundets vestside), Europavej 10 til Svolvær/Leknes/Å, riksvei 82 til Fiskebøl kaj → Melbu/Stokmarknes/Sortland/Andenes
- Kort bro over Årnøysundet til den lille Årnøya
- Sløverfjordtunnelen (3.337 m, 112 muh.) under Sløverfjorden fra Årnøya til Holdøy
- Holdøy
- Falkfjordtunnelen (396 m)
- Falkfjorden
- Myrlandstunnelen (1.966 m)
- Myrlandsfjorden
- Myrland
- Hanøy, Fv893 til Hanøy kaj → riksvej 822 til Kaljord
- Raftsundbroen (711 m)
- Raftsundet, Fv868 til Digermulen
- Raftsundtunnelen (1.530 m)
- Storå
- Storåtunnelen (210 m)
- Ingelsfjordtunnelen (1260 m)
- Ingelsfjordeidet

Lødingen
- Vesterstraumen bro (305 m) over Vesterstraumen (Øksfjorden)
- Husjordøya
- Austerstraumen bro (196 m) over Austerstraumen (Øksfjorden)
- Sørdalstunnelen (6338 m) fra Øksfjorden til Sørdalen

Kvæfjord
- Sørdalen
- Gullesfjordbotn, europavej 10 til Tjeldsundbrua/Bjerkvik/Bjørnfjell, riksvej 85 til Sortland, Fylkesvej 103 til Gullholm

## Eksterne kilder og henvisninger
1. ↑  Bladet Vesterålens papirutgave: Lofast gjennom storslått natur. (23. august 2007)
2. ↑  "Nordland fylkeskommune: Samferdselsutredning for nordre Nordland /Sør-Troms". Arkiveret fra originalen 1. april 2007. Hentet 1. november 2009.
3. ↑  Avisa Nordland: Vil beholde lofotferga (1. februar 2007)
4. ↑  Statsbudsjettet – Samferdselsdepartementet (Webside ikke længere tilgængelig) (s. 47)
5. ↑  Innstilling fra transport- og kommunikasjonskomiteen om bevilgninger på statsbudsjettet for 2008 (midlertidig versjon, 30. november 2007)
6. ↑  Avisa Nordland: Ett års prøvedrift Svolvær-Skutvik (28. november 2007)

- Statens vegvesens side om Lofast Arkiveret 4. december 2008 hos  Wayback Machine
- Statens vegvesen: Majestetisk Lofast Arkiveret 2. december 2007 hos  Wayback Machine (28. november 2007)
- Veidekke: E10 Lofast Arkiveret 27. september 2007 hos  Wayback Machine
- Vegprosjekt.info's side om Lofast Arkiveret 7. februar 2005 hos  Wayback Machine
- Stortingsmelding nr. 53 (1997-98): Lofotens fastlandsforbindelse
- YouTube/Vesterålen Online: Kjøretur på den nyeste delen av Lofast (video, oktober/november 2007, ca. en måned før åpningen)